# Glemminge landskommun
Glemminge landskommun var en tidigare kommun i dåvarande Kristianstads län.

## Administrativ historik
Kommunen bildades i Glemminge socken i Ingelstads härad i Skåne när 1862 års kommunalförordningar trädde i kraft.
Vid kommunreformen 1952 uppgick kommunen i Glemmingebro landskommun som upplöstes 1971 då denna del uppgick i Ystads kommun.

## Politik

### Mandatfördelning i Glemminge landskommun 1938-1946
| 5 | 14 |

| 19 |

| 19 |

| 19 |

| 8 | 11 |

| 19 |